# 埃利斯海崖
85°20′S 175°35′W / 85.333°S 175.583°W
埃利斯海崖是南極洲的山崖，位於杜費克海岸，屬於丘默勒斯山的一部分，處於洛基冰川的終點南部，海拔高度2,280米，以航空管制軍士長命名。